# 寬頭喉盤魚
寬頭喉盤魚（學名：Cochleoceps spatula），為輻鰭魚綱喉盤魚目喉盤魚科的其中一種，分布於東印度洋西澳大利亞海域，本魚體延長，前部平扁，後部側扁，無鱗片，覆有粘液層，腹鰭喉位，與周圍的皮褶特化成一吸盤，體綠色，全身覆蓋著細小密集的棕色斑點，許多斑點在頭部和身體上形成短的深色線條和斑塊，背部有六條短的深棕色橫條，身體中部有一排深棕色斑點，體型較大的個體通常帶有白色小斑點，有時呈現花斑狀，屬底棲性魚類，生活習性不明。

## 擴展閱讀
維基物種上的相關：寬頭喉盤魚
1. ↑  Cochleoceps spatula at www.fishbase.org.